# Pablo Burzio
Pablo Burzio (Bulnes, Provincia de Córdoba, Argentina; 3 de diciembre de 1992) es un futbolista argentino que juega de delantero y su actual equipo es FC Matera de la Serie D de Italia.

## Estadísticas

### Clubes
| Club                          | Temporada   | Div.  | Liga  | Liga  | Copas Nacionales * | Copas Nacionales * | Copas Internacionales | Copas Internacionales | Total | Total | Prom. · |
| Club                          | Temporada   | Div.  | Part. | Goles | Part.              | Goles              | Part.                 | Goles                 | Part. | Goles | Prom. · |
| ----------------------------- | ----------- | ----- | ----- | ----- | ------------------ | ------------------ | --------------------- | --------------------- | ----- | ----- | ------- |
| Instituto Argentina           | 2011-12     | 2ª    | 14    | 1     | 1                  | 1                  | –                     | –                     | 15    | 2     | 0,13    |
| Instituto Argentina           | 2012-13     | 2ª    | 33    | 5     | 2                  | 0                  | –                     | –                     | 35    | 5     | 0,14    |
| Instituto Argentina           | 2013-14     | 2ª    | 8     | 1     | –                  | –                  | –                     | –                     | 8     | 1     | 0,13    |
| Instituto Argentina           | Total       | Total | 55    | 7     | 3                  | 1                  | –                     | –                     | 58    | 8     | 0,13    |
| Central Córdoba Argentina     | 2016        | 2ª    |       |       |                    |                    | –                     | –                     |       |       |         |
| Central Córdoba Argentina     | Total       | Total | 0     | 0     | 0                  | 0                  | –                     | –                     | 0     | 0     | 0,00    |
| Villa Dálmine Argentina       | 2017        | 2ª    | 17    | 6     | 0                  | 0                  | –                     | –                     | 17    | 6     | 0,35    |
| Villa Dálmine Argentina       | Total       | Total | 0     | 0     | 0                  | 0                  | –                     | –                     | 0     | 0     | 0,00    |
| CD Macará · Ecuador           | 2018        | 1ª    | 22    | 6     | 0                  | 0                  | –                     | –                     | 22    | 6     | 0,22    |
| CD Macará · Ecuador           | Total       | Total | 0     | 0     | 0                  | 0                  | –                     | –                     | 0     | 0     | 0,00    |
| SD Aucas · Ecuador            | 2019        | 1ª    | 24    | 5     | 0                  | 0                  | –                     | –                     | 24    | 5     | 0,20    |
| SD Aucas · Ecuador            | Total       | Total | 0     | 0     | 0                  | 0                  | –                     | –                     | 0     | 0     | 0,00    |
| Club Atlético Mitre Argentina | 2019 - 2020 | 2ª    | 6     | 0     | 0                  | 0                  | –                     | –                     | 6     | 0     | 0,00    |
| Club Atlético Mitre Argentina | Total       | Total | 6     | 0     | 0                  | 0                  | –                     | –                     | 6     | 0     | 0,00    |
| USD Lavello · Italia          | 2020 - 2021 | 4ª    | 30    | 16    | 0                  | 0                  | –                     | –                     | 30    | 16    | 53,33   |
| USD Lavello · Italia          | 2021 - 2022 | 4ª    | 13    | 8     | 0                  | 0                  | –                     | –                     | 13    | 8     | 61,54   |
| USD Lavello · Italia          | Total       | Total | 43    | 24    | 0                  | 0                  | –                     | –                     | 43    | 24    | 55,81   |
| Potenza Calcio · Italia       | 2021 - 2022 | 3ª    | 14    | 1     | 0                  | 0                  | –                     | –                     | 14    | 1     | 0,00    |
| Potenza Calcio · Italia       | Total       | Total | 14    | 1     | 0                  | 0                  | –                     | –                     | 14    | 1     | 7,14    |
| Casarano · Italia             | 2022 - 2023 | 4ª    |       |       |                    |                    | –                     | –                     |       |       |         |
| Casarano · Italia             | Total       | Total |       |       |                    |                    | –                     | –                     |       |       |         |
| Fidelis Andria · Italia       | 2023 - 2024 | 4ª    |       |       |                    |                    | –                     | –                     |       |       |         |
| Fidelis Andria · Italia       | Total       | Total |       |       |                    |                    | –                     | –                     |       |       |         |
| Termoli · Italia              | 2023 - 2024 | 4ª    |       |       |                    |                    | –                     | –                     |       |       |         |
| Termoli · Italia              | Total       | Total |       |       |                    |                    | –                     | –                     |       |       |         |
| FC Matera · Italia            | 2024 - 2025 | 4ª    |       |       |                    |                    | –                     | –                     |       |       |         |
| FC Matera · Italia            | Total       | Total |       |       |                    |                    | –                     | –                     |       |       |         |

(*) La copa nacional se refiere a la Copa Argentina o la Copa Ecuador.